# Ogród Zoologiczno-Botaniczny w Braniewie
Ogród Zoologiczno-Botaniczny w Braniewie (pot. zoo w Braniewie) – miejski ogród zoologiczno-botaniczny znajdujący się przy ulicy Botanicznej w Braniewie, działający w latach 1959–ok. 2020. Był to jeden z najmniejszych obiektów tego typu w Polsce oraz jedyne zoo na Warmii i Mazurach.
Ogród był umiejscowiony w średniowiecznej fosie obronnej miasta, naprzeciw XVIII-wiecznego pałacyku biskupa Potockiego. Z drugiej strony widoczne są pozostałości murów obronnych, a nad nimi góruje potężna budowla – bazylika mniejsza pw. św. Katarzyny Aleksandryjskiej.

## Powstanie ogrodu botanicznego

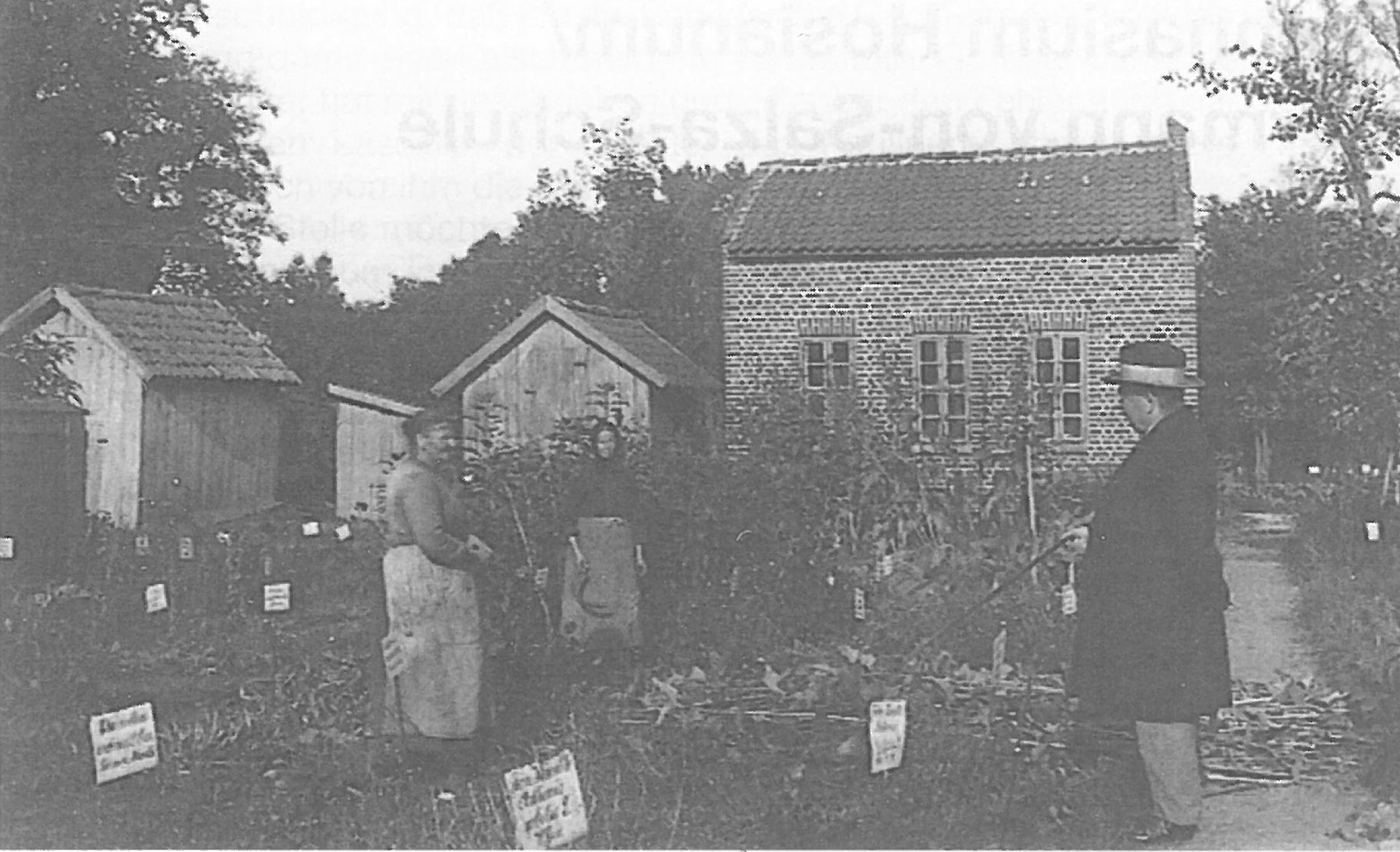
Prace w ogrodzie, po prawej prof. Niedenzu

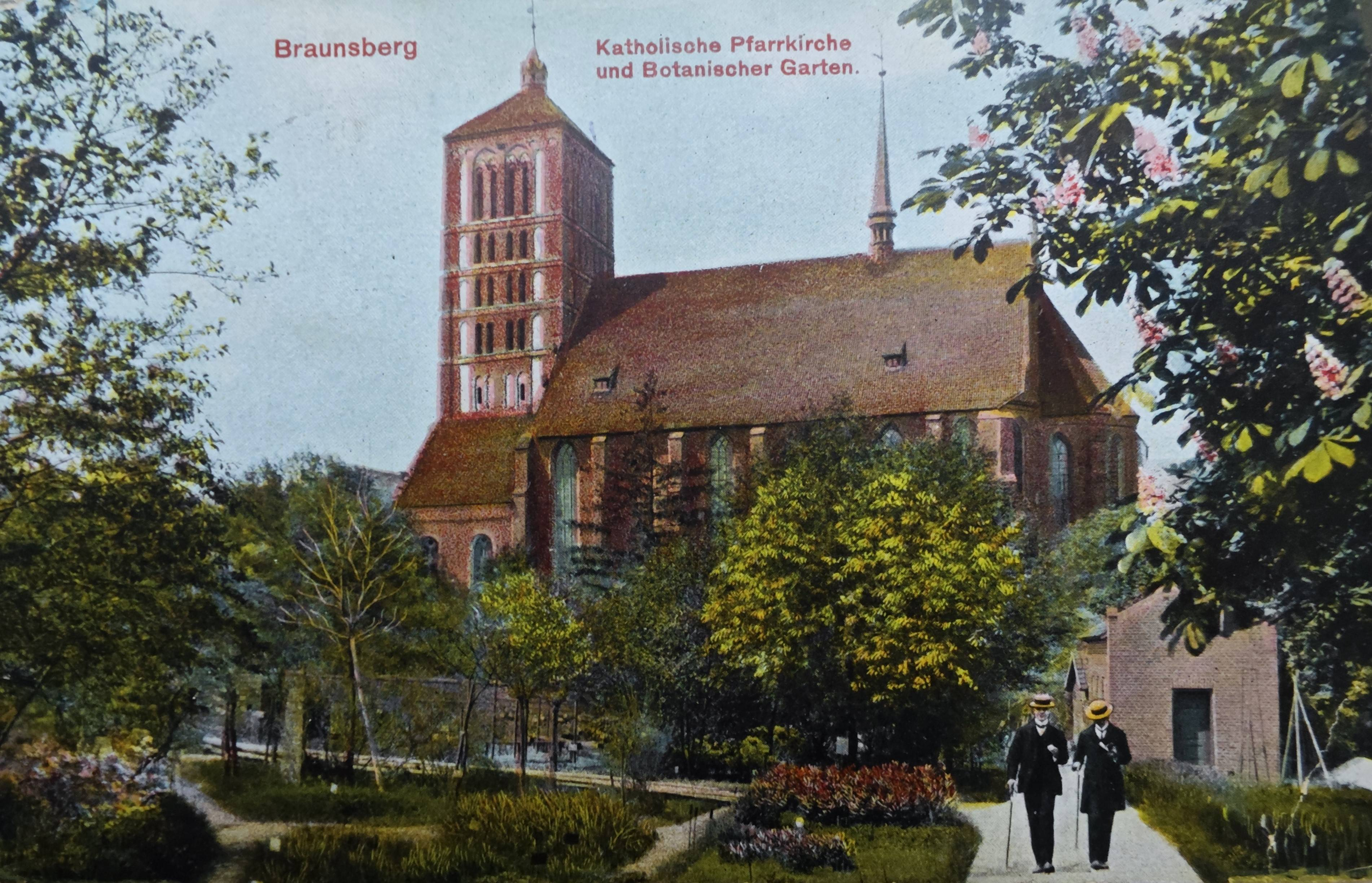
Ogród za czasów prof. Niedenzu, 1917 rok

W 1892 roku przeprowadził się z Berlina do Braniewa niemiecki botanik i przyrodnik dr Franz Josef Niedenzu, aby objąć stanowisko na wydziale matematyki i nauk przyrodniczych w Królewskim Gimnazjum.
Już rok później, w 1893 roku, angażując się w uporządkowanie terenów miasta zainicjował utworzenie Skweru 13 Lip (obecnie rondo gen. Andersa) oraz dokonuje uporządkowania terenów przy kościele św. Katarzyny, doprowadzając do świetności znajdujący się tu przyszkolny ogród botaniczny. Sprowadza do ogrodu egzotyczne drzewa i rośliny, m.in. z Ameryki Południowej, w tym po raz pierwszy nieznane dotąd w całych Prusach Wschodnich pomidory. Franz Niedenzu umiera w 1937, wkrótce wybucha wojna.

## Ogród zoologiczno-botaniczny
Po II wojnie światowej, w latach 1955–1960, w miejscu istniejącego przed wojną ogrodu botanicznego z inicjatywy grupy społeczników ze Zdzisławem Butkiewiczem na czele utworzono ogród zoologiczno-botaniczny. Nawiązaniem i kontynuacją przedwojennych tradycji botanicznych jest zachowana na terenie ogrodu zoologiczno-botanicznego aleja dendrologiczna z dużą liczbą okazałych drzew, w tym m.in. dęby, buki, klony, kasztanowce, lipy; także gatunków niepospolitych, jak: tulipanowiec, miłorząb japoński, dąb piramidalny. Drzewa są oznakowane i opisane. W całym ogrodzie jest dużo tablic z ciekawostkami oraz plakietek informacyjnych.
Pierwszym zwierzęciem w ogrodzie był łabędź, następnie bociany, osioł, papugi, pawie, żółwie błotne i większe zwierzęta. W 1962 pojawiły się w zoo pierwsze niedźwiedzie brunatne. Dzięki ucieczce tych niedźwiadków, które przez kilka godzin buszowały po mieście, ogród zyskał rozgłos w kraju. Po tym zdarzeniu została nawiązana współpraca z zoo w Gdańsku-Oliwie, skąd otrzymano kolejne zwierzęta. W 1987 r. przystąpiono do rozbudowy ogrodu. W czasach świetności braniewski zwierzyniec szczycił się prawie 200 gatunkami ssaków i ptaków. Rocznie odwiedzało go do 20 tys. osób.
W ogrodzie można było na przestrzeni jego funkcjonowania zobaczyć takie zwierzęta jak: lew, niedźwiedzie, jaki, lamę, wilczycę, makaki lapundery, konia Przewalskiego, papugi, bażanty, żółwie, paw i wiele innych.

### W XXI wieku
W XXI wieku ostrej krytyce publicznej są poddawane złe warunki, w jakich przetrzymuje się zwierzęta w zamknięciu, braniewskie zoo również należało do tej kategorii ośrodków o złej reputacji. Jako że ogród jest położony na stosunkowo niewielkiej powierzchni (3,5 ha), zwierzęta nie miały dużych wybiegów. Uwag odnośnie do warunków przetrzymywania zwierząt w Braniewie było wiele, głównie co do niedźwiedzi, które przebywały na betonowym podłożu, co uniemożliwiało im grzebanie w ziemi, a to jest ich naturalną potrzebą. Zwierzęta wyglądały smutnie i smętnie.
Od 14 grudnia 2016 w braniewskim ogrodzie nie ma już niedźwiedzi brunatnych, choć było ich tu w ostatnim okresie aż pięć: Wojtusia (zwana też Wojtkiem, ur. w 2001), Ewka (ur. w 1995), Gienia (ur. w 2003), Michał i Pietka (ur. w 1995). Jako pierwszy Michał (z odgryzioną łapą) został zabrany w 2011 przez międzynarodową fundację „Podaj łapę” i znalazł azyl w Niemczech. Dwa następne, urodzone w ukraińskim cyrku Ewka i Gienia, zabrane zostały w kwietniu 2016, dwa ostatnie wyjechały do Poznania 14 grudnia 2016.
Podejmowano jeszcze starania, aby ogród powrócił do przedwojennych tradycji i ponownie stał się jedynie ogrodem botanicznym połączonym z rodzinnym parkiem rozrywki. Przystąpiono do konkursu Ministerstwa Gospodarki na modelową rewitalizację miast, żeby zdobyć fundusze na ożywienie tego terenu. Projekt zakładał poprawę warunków życia pozostałych tam jeszcze zwierząt, odbudowę i rozwój parku botanicznego, wytyczenie ścieżek rowerowych i biegowych oraz budowę innych obiektów, gdzie mogliby spędzać wolny czas mieszkańcy i turyści.
Ogród Zoologiczno-Botaniczny w Braniewie był udostępniany do zwiedzania w okresie od 1 maja do 30 września, z czasem przypominał on współcześnie bardziej ogród botaniczny, gdyż większość klatek i wybiegów pozostawała pusta. Następnie, ok. 2020 roku, został ostatecznie zlikwidowany.

## Galeria

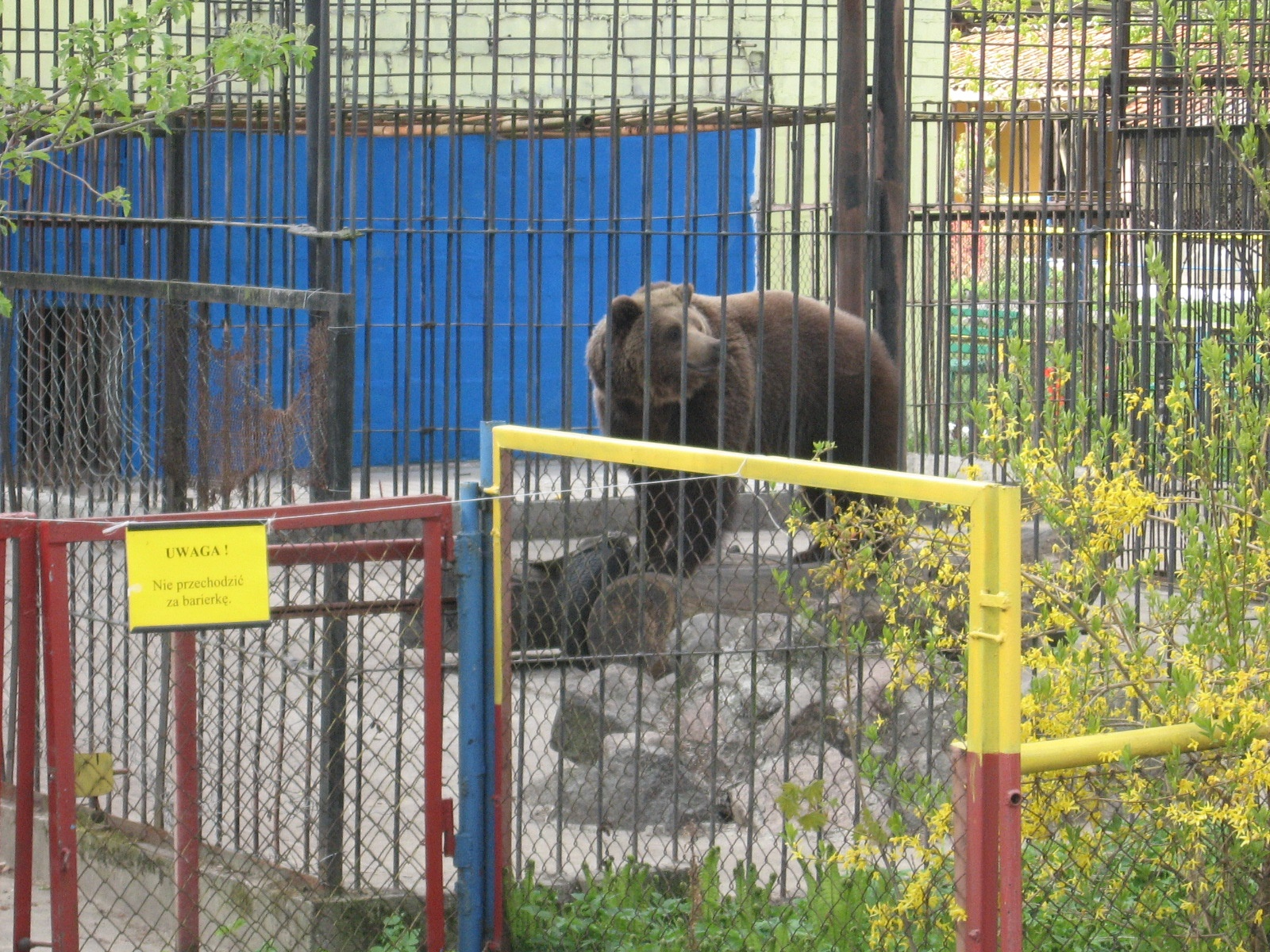
Wojtusia w Braniewie (2007), od 2016 w Poznaniu
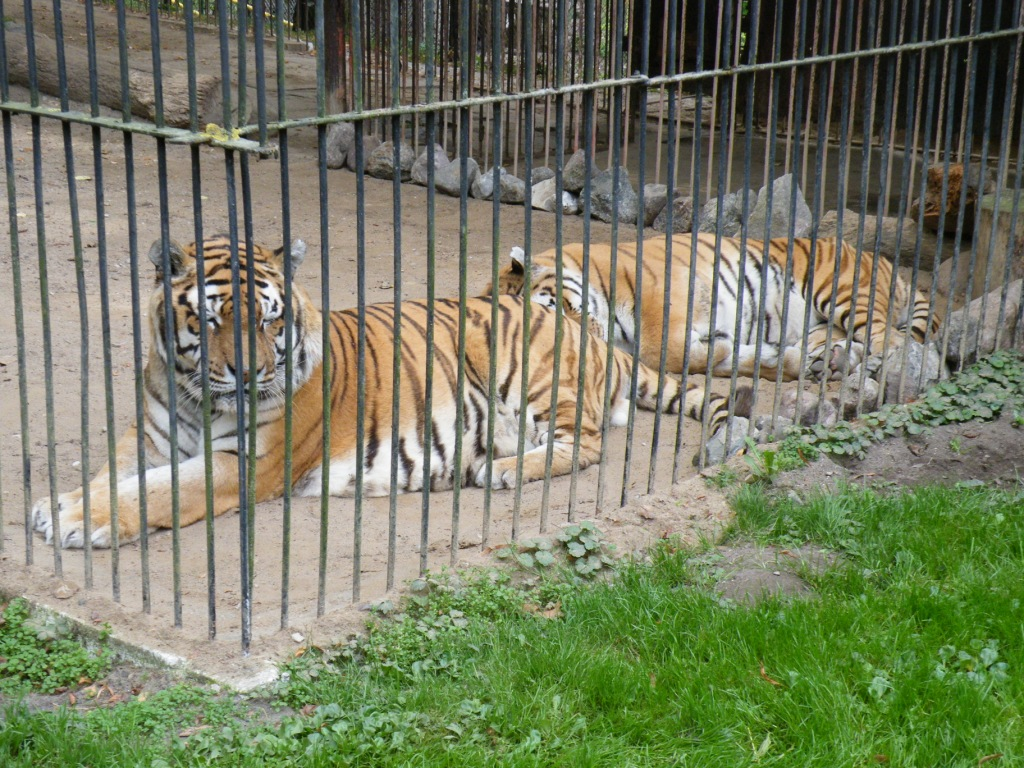
Tygrysy w braniewskim zoo (2009)
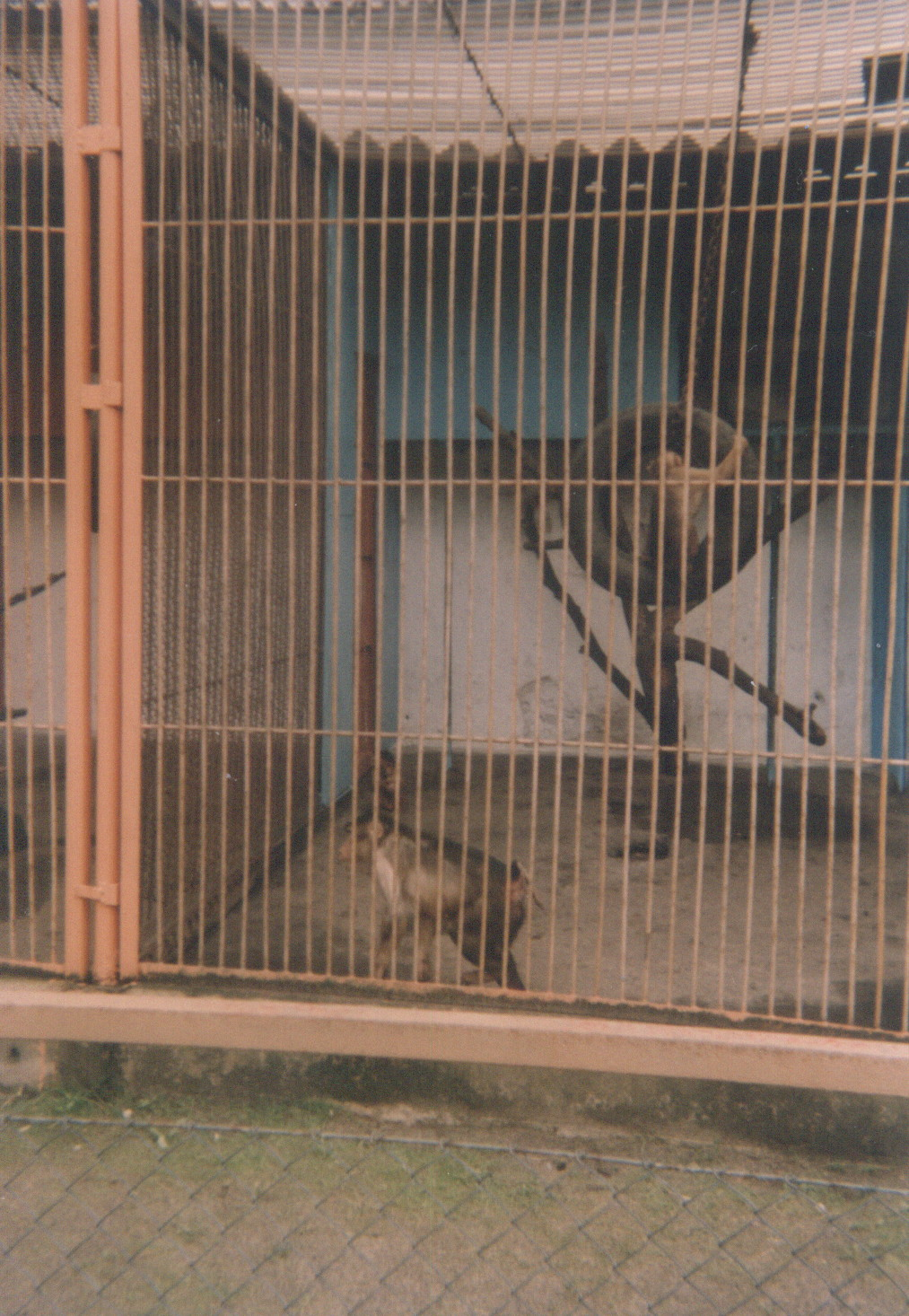
Makaki lapundery
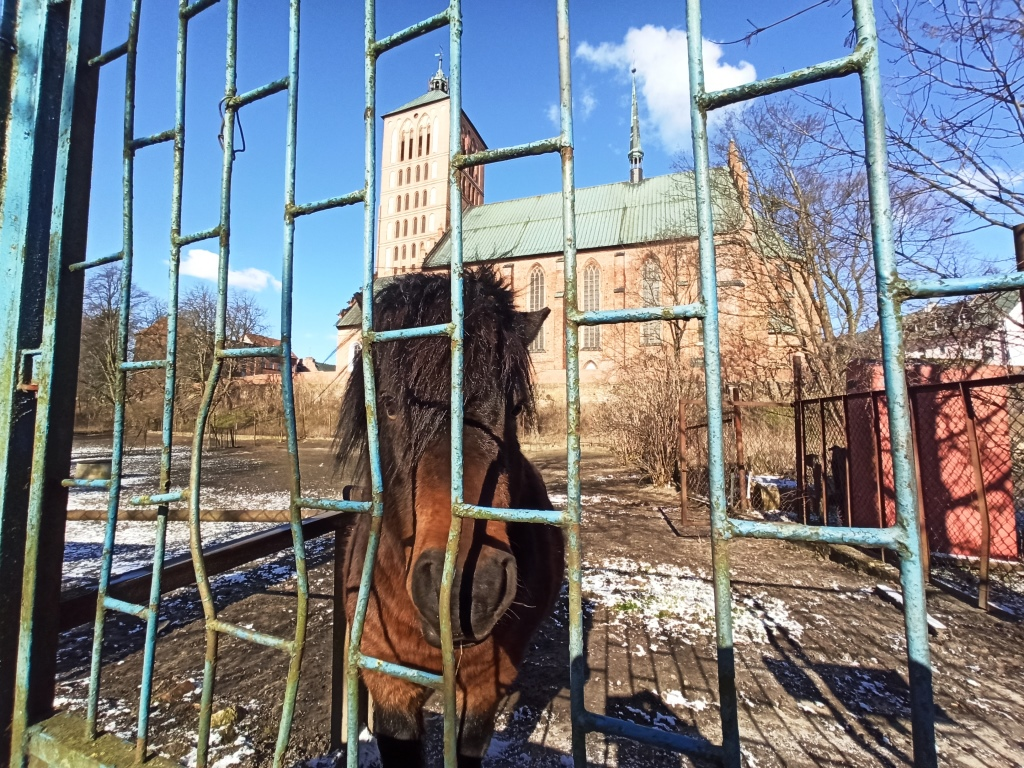
Koń Przewalskiego (2020)
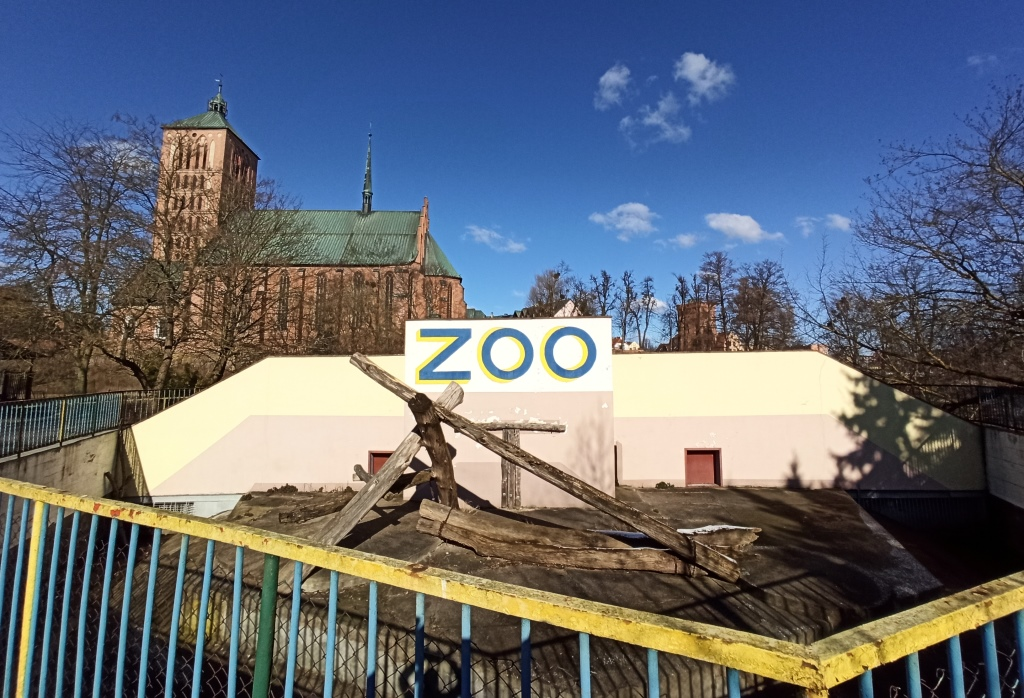
Pusty wybieg dla niedźwiedzi (rok 2020)